# Anomophysis inscripta
Anomophysis inscripta is een keversoort uit de familie van de boktorren (Cerambycidae). De wetenschappelijke naam van de soort werd in 1884 als Macrotoma inscripta gepubliceerd door Charles Owen Waterhouse.